# Ulverstone

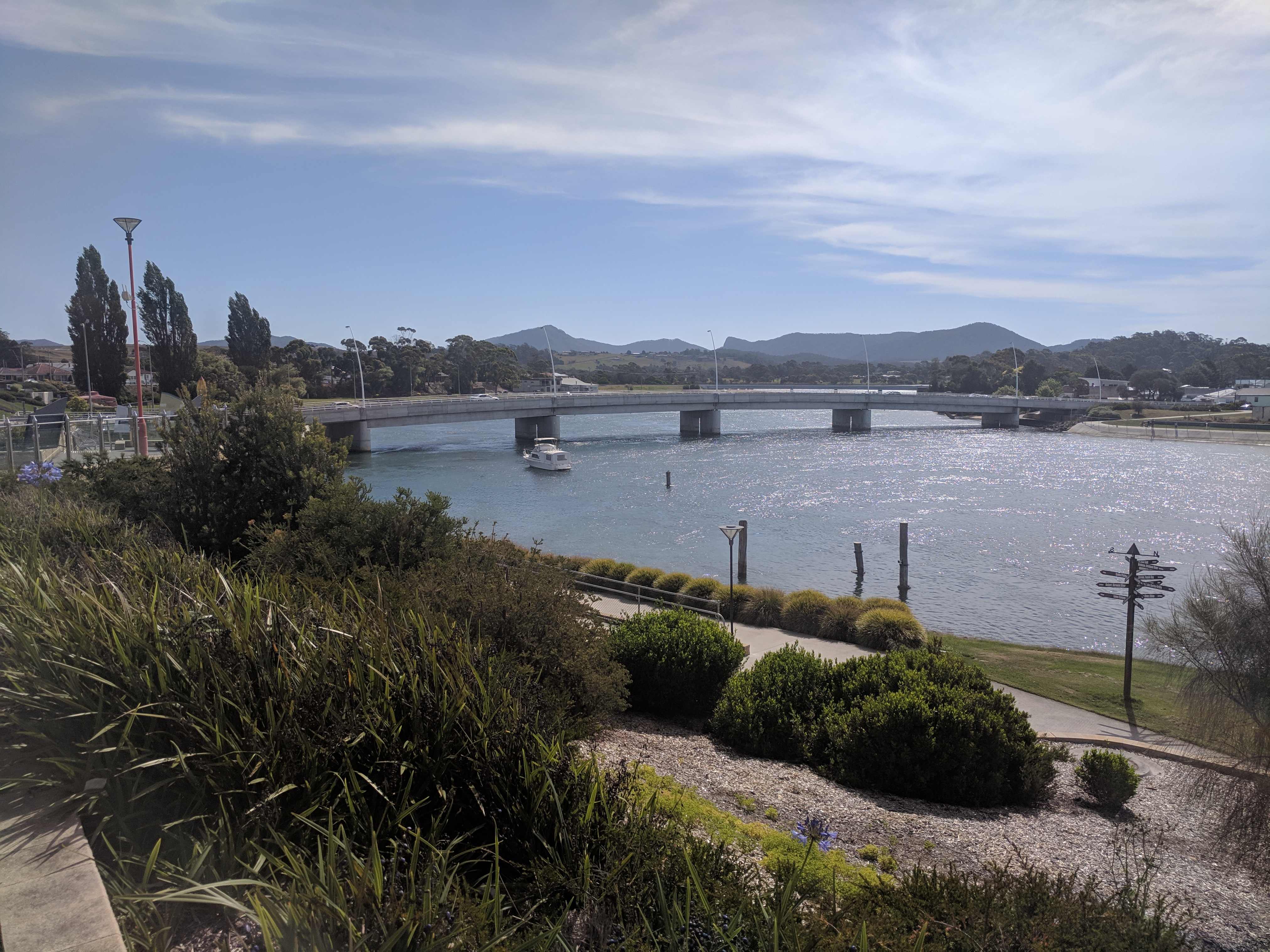
New River Leven Bridge

Ulverstone è una città della Tasmania, in Australia; essa si trova 300 chilometri a nord di Hobart ed è la sede della Municipalità di Central Coast. Al censimento del 2006 contava 9.760 abitanti.